# Волтер О'Браян
Волтер О'Браян (англ. Walter O'Brien, нар. 24 лютого 1975) — ірландський бізнесмен у сфері інформаційних технологій, виконавчий продюсер, засновник і директор Scorpion Computer Services, Inc. Він також є виконавчим продюсером телесеріалу Скорпіон (канал CBS).
Народився в Ірландії, навчався в університеті University of Sussex в Суссексі. З 2001 живе в Каліфорнії.

Раннє життя
Дитинство і навчання
Волтер О'Браєн народився в сім'ї Моріса та Енн О'Браєн у 1975 році в Клонроші, графство Вексфорд, Ірландія. Другий із п’яти дітей, він виріс на фермі. Він відвідував національну школу Святого Патріка в Клонроші, поки його сім'я не переїхала в Россхафен, коли йому було 13 років. Там він відвідував школу християнських братів Святої Марії, Енніскорті.
О'Браєн заявив, що отримав 197 балів на тесті IQ, який проводив один із його вчителів у початковій школі, але не зберіг папери.
Techdirt і The Irish Times заявили, що 197 балів IQ О'Брайена з дитинства не означає, що його інтелект перевищує інтелект інших дорослих, оскільки оцінка оцінюється залежно від віку. Майк Меснік зазначив, що з усіх списків «найвищого IQ», доступних в Інтернеті, кожен відрізняється, і жоден не містить імені О'Браєна. Сьюзен Карлін запитала, чому О'Браєн використовує свій дитячий IQ як частину свого самомаркетингу, він не пройшов повторно тест через Mensa, щоб його можна було підтвердити.
Отримавши диплом про закінчення коледжу Сент-Кірана в Кілкенні, О'Браєн вступив до Сассексського університету, де отримав ступінь бакалавра наук з інформатики та штучного інтелекту.
Ранній інтерес до комп'ютерів
Як повідомляє New Ross Standard, місцева газета в рідному окрузі О'Браєна, його інтерес до комп'ютерів виник, коли в його початковій школі почали пропонувати комп'ютерні курси. Батько О'Брайена дав йому худобу як плату за роботу на фермі, він продав її, щоб придбати персональний комп'ютер Amstrad у віці дев'яти років, приблизно в 1984 році.
Інші джерела свідчать, що його інтерес почався, коли йому було 14 років, коли батьки купили йому комп'ютер.
О'Браєн заявив, що коли йому було тринадцять років (бл. 1988), він зламав NASA під псевдонімом «Скорпіон».
В інтерв'ю Silicon Republic, ірландському веб-сайту новин про технології, О'Браєн заявив, що АНБ через Інтерпол з'явилися в його будинку після злому. Він сказав агентам, що допоможе показати їм вразливі місця в їхній мережі в обмін на те, щоб не потрапити в халепу. За словами О'Брайена, у нього в рюкзаку був готовий документ про екстрадицію, але він не зміг надати більше деталей угоди, яка була укладена через угоди про нерозголошення.
Французький таблоїд Telestar повідомив, що немає записів про ймовірний злом NASA.Techdirt зазначив, що Міністерство внутрішньої безпеки Сполучених Штатів, яке CBS показало в телешоу навколо будинку родини О'Браєна, не існувало на момент передбачуваного злому.
О'Браєн був членом ірландської команди, яка брала участь у Міжнародній олімпіаді з інформатики в 1993 році, змагання з комп'ютерного програмування. Університет, який він закінчив, показує, що його команда закінчила Олімпіаду 1993 року на 90 місці з 250.
Кар'єра
О'Брайен нібито заснував компанію Scorpion Computer Services у віці 13 років у 1988 році. Irish Times повідомила, що він приніс бізнес із собою наприкінці 1990-х років, після закінчення університету та переїзду до Сполучених Штатів. New Ross Standard писав, що Scorpion Computer Services починався як служба ІТ-репетиторів, яка розширилася до безпеки та управління ризиками, а The Irish Times також описувала Scorpion Computer Services як компанію штучного інтелекту. У 2014 році О'Брайен описав свою компанію як мозковий центр для «людей з високим IQ».
О'Брайен заснував Scorpion Studios, яка консультує кіно- та телепродюсерів щодо того, як зробити технологію справжньою.
Вибух на Бостонському марафоні
Через місяць після вибуху на Бостонському марафоні 2013 року телеканал Fox 11 LA-KTTV (Лос-Анджелес) повідомив, що компанія О'Браєна, Scorpion Computer Services, Inc., розробила програмне забезпечення для відеоаналізу, подібне до того, яке використовувало ФБР для затримання терористів. Techdirt сказав, що це була одна з багатьох «фальшивих» заяв про О'Брайена від CBS. Ашер Ленгтон, інженер служби безпеки, сказав, що О'Брайен запропонував суперечливі розповіді про свій внесок у спіймання терористів і що використання програмного забезпечення для розпізнавання облич у такий спосіб було неправдоподібним. О'Брайен сказав, що він зобов'язаний угодою про нерозголошення.
Шоу CBS
Основна стаття: Скорпіон (серіал)
За словами О'Брайена, намагаючись просувати свою компанію Scorpion Computer Services, Inc. і її службу Concierge Up, йому прийшла в голову ідея створити телевізійне шоу. О'Брайен зв'язався зі Скутером Брауном, який подав ідею CBS. У вересні 2014 року на CBS відбулася прем'єра першого сезону драматичного серіалу «Скорпіон», заснованого на передбачуваному життєвому досвіді О'Браєна. Він є виконавчим продюсером серіалу і регулярно бере участь у розвитку сюжету. Зі своєї участі в розробці історії О'Браєн консультується зі сценаристами серіалу щодо технічних аспектів сюжету, включаючи те, як він буде вирішувати проблеми, представлені в сценаріях серіалу. Проте технічні аспекти сюжету стали приводом для огляду, опублікованого на веб-сайті Національної асоціації вчителів природничих наук, щоб порадити вчителям використовувати шоу як приклад неправильної чи перебільшеної науки в 2015 році. О'Брайен також консультується з Елісом Гейбелом, актором, який грає вигаданого Волтера О'Брайена. В інтерв’ю CBS News для просування другого сезону Гейбел сказав про О’Брайена, що «він рятує світ або розмовляє з, знаєте, князями Ліхтенштейну. Тож час від часу я маю можливість поговорити з ним. і він подзвонить мені. Іноді ми говоримо про серіал. Іноді ми говоримо про персонажів».
Перший сезон привабив понад 26 мільйонів глядачів. CBS замовила повний сезон «Скорпіона» в жовтні 2014 року та продовжила його на другий сезон у 2015 році. Шоу було знову продовжено на третій сезон у 2016 році, а четвертий сезон підтверджено на 2017 рік. У березні 2017 року CBS продовжила серіал Scorpion на 4 сезон. Шоу було скасовано після чотирьох сезонів у травні 2018 року.

Точність біографії
У 2014 році CNET, Techdirt і Fast Company оцінили заяви CBS щодо досягнень О'Браєна, про які широко повідомлялося в засобах масової інформації, після запитань до Fast Company. The Irish Times заявила, що «неможливо обґрунтувати деякі заяви». У наступному інтерв’ю із Сьюзен Карлін з Fast Company О’Браєн відповів на деякі запитання Карліна, але сказав, що він зобов’язаний угодою про нерозголошення.
Карлін писав, що деякі редаговані спільнотою бізнес-довідники показали, що компанія О'Браєна була набагато меншою за 2600 співробітників і 1,3 мільярда доларів доходу, заявлених у оригінальній статті Карліна. Наприклад, у 2014 році анонімний редактор на Credibility.com записав Scorpion Computer Services як 1 співробітника з річним доходом $66 000. Карлін зазначає, що дані бізнес-каталогів, редаговані спільнотою, можуть бути ненадійними, а О'Браєн заявив, що більша частина компанії складається з незалежних підрядників, які працюють віддалено.
В інтерв’ю News.com.au Елісу Гейбелу, актору, який грає вигаданого О’Брайена в телешоу, репортер Ендрю Фентон каже: «Але навіть Еліс Гейбел, який грає О’Брайена в серіалі, визнає, що має деякі сумніви щодо правдивості історії. Він каже, що для того, щоб знайти персонажа, йому довелося відкинути ці сумніви вбік і просто прийняти історію О'Браєна як Євангеліє".  "Це означало все, що він говорив, я швидше вірю ніж ні", - каже він. «Це стає дуже небезпечною, підступною сферою, якщо ви насправді не повністю віддаєтеся або не вірите в те, що хтось говорить. Тож як тільки я позбувся цього, баланс став: «Як мені зіграти цього хлопця? Як мені створити вразливість в персонажі?"

Особисте життя
О'Браєн живе в Лос-Анджелесі, Каліфорнія, з 2001 року, коли йому було видано візу EB-1 для імміграції до Сполучених Штатів. Цей тип візи призначений для людей з «надзвичайними здібностями» та/або тих, хто може вважатися національним надбанням, і видається тисячі людей щороку.
У 2015 році Kilkenny People повідомили, що О'Браєн отримав сертифікат мера від мера Кілкенні за його внесок і відданість ірландській громаді в Лос-Анджелесі. О'Брайен допоміг профінансувати стартові витрати Kilkenny Taxi Watch, які, за повідомленнями Kilkenny People, запобігли 45 самогубствам до липня 2015 року. До квітня 2016 року Taxi Watch на своїй сторінці у Facebook повідомила, що кількість врятованих життів досягла 100.
О'Брайен виступав на численних заходах, зокрема на щорічній зустрічі Mensa 2016 у Сан-Дієго та на Х'юстонській інноваційній конференції та демонстрації.
У 2017 році О'Брайен був удостоєний нагороди unite4:humanity Humanitarian Lifetime Achievement .